# Карнути
Карнути (лат. carnuti, carnutes) — стародавній кельтський народ у центральній Галлії. Населяли область по берегах Луари, між річками Шер та Ер.
Головним містом був Аутрікум (фр. Autricum), від V століття називався Карнутум (Carnutum, нині Шартр). З інших міст відомий Кенабум (Ценабум, Cenabum, або Genabum — Орлеан).
У карнутів довше, ніж в інших галльських народів, збереглися священні ліси, куди збиралися друїди робити жертвопринесення та розбирати позови. 57 року до н. е. Гай Юлій Цезар розташував свої легіони на зимових квартирах в області карнутів і поставив над ними царем Тасгеція, нащадка одного кельтського царського роду. Карнути, що відрізнялися войовничим духом і прагненням до незалежності, через три роки повалили та вбили Тасгеція.
Юлій Цезар придушив повстання карнутів, які, проте, ще протягом двох років продовжували відчайдушно виборювати свою незалежність. 12 тисяч карнутів боролося під проводом Верцингеторикса, і після взяття Алезії вони не склали зброї і були частково винищені, частково виселені та упокорені. При Августі в області карнутів уведено самоврядування (область стала «civitas socia sive foederata»). 275 року імператор Авреліан перебудував і розширив місто Ценабум і назвав його Авреліанум (Aurelianum).